# Дятлов Ігор Сергійович
Ігор Сергійович Дятлов (нар. 12 вересня 1981, Миколаїв, УРСР) — український політик, голова Миколаївської обласної ради (листопад 2010 — лютий 2014). Депутат Миколаївської міської ради VII скликання з листопада 2015 р., голова фракції «Опозиційного блоку» (до 21 червня 2017).

## Біографія
Навчався в Миколаївській гуманітарній гімназії № 2.
У 2003 році закінчив Одеський університет ім. Мечникова за фахом «Менеджмент зовнішньоекономічної діяльності». Наразі навчається на заочному відділенні аспірантури за спеціальністю «Управління проектами та програмами» Національного університету кораблебудування імені адмірала Макарова.
У 2006 році обраний депутатом Миколаївської обласної ради. У 2008 році очолив найбільшу в обласній раді фракцію — Партії регіонів.
Після місцевих виборів в Україні 2010 року вдруге обраний депутатом Миколаївської обласної ради.
Під час виборів голови на першій сесії обласної ради IV скликання в листопаді 2010 р. кандидатуру Дятлова підтримала більшість депутатів.

## Бізнес
Засновник ряду аграрних підприємств. У 2007 році активи корпорації «Єврокапітал», яку очолював Дятлов, оцінювалися у $5 млн. На сайті Миколаївської обласної ради стверджується, що після отримання посади голови обласної ради, залишив бізнес і присвятив весь час державним справам.

## Родина
- Мати — Надія Дмитрівна Дятлова, пенсіонер, у минулому працювала інженером-конструктором СПКБ суднобудівного заводу імені 61 комунара.
- Батько — Сергій Геннадійович Дятлов, депутат Миколаївського міської ради, бізнесмен.
- Одружений. Дружина — Олеся Володимирівна Дятлова. 
Виховує двох дітей.

Стрімку політичну кар'єру Дятлова багато хто в Миколаєві пов'язує з тим фактом, що другом його батька Дятлова є колишній голова Миколаївської обласної адміністрації і колишній керівник обласної організації партії Регіонів Микола Круглов. Сам Дятлов підтверджує, що вперше в обласну раду увійшов у 2006 році, коли Круглов запропонував йому піти на вибори за партійним списком до обласної ради і попрацювати в комісії по АПК.

## Цікаві факти
- На 2010 рік був наймолодшим головою обласної ради за всю історію України. З 19 листопада 2010 року на посаді голови Миколаївської обласної ради, при цьому, згідно з відомостями з Єдиного державного реєстру юридичних осіб та фізичних осіб-підприємців, державна реєстрація припинення його підприємницької діяльності як фізичної особи-підприємця була проведена лише 25.02.2011 р.[4].